# Kinusa
Kinusa (gr. Κυνούσα) – wieś w Republice Cypryjskiej, w dystrykcie Pafos. W 2011 roku liczyła 71 mieszkańców.